# جيمس ساندز إليوت
جيمس ساندز إليوت (بالإنجليزية: James Sands Elliott)‏ هو طبيب نيوزيلندي، ولد في 28 مايو 1880، وتوفي في 26 أكتوبر 1959.